# Lan hoàng hạc
Lan hoàng hạc hay hoàng hạc, hoàng long (danh pháp hai phần: Coelogyne lawrenceana) là một loài phong lan.
Đây là loài đặc hữu của Việt Nam, có mặt ở miền Trung.

## Hình ảnh

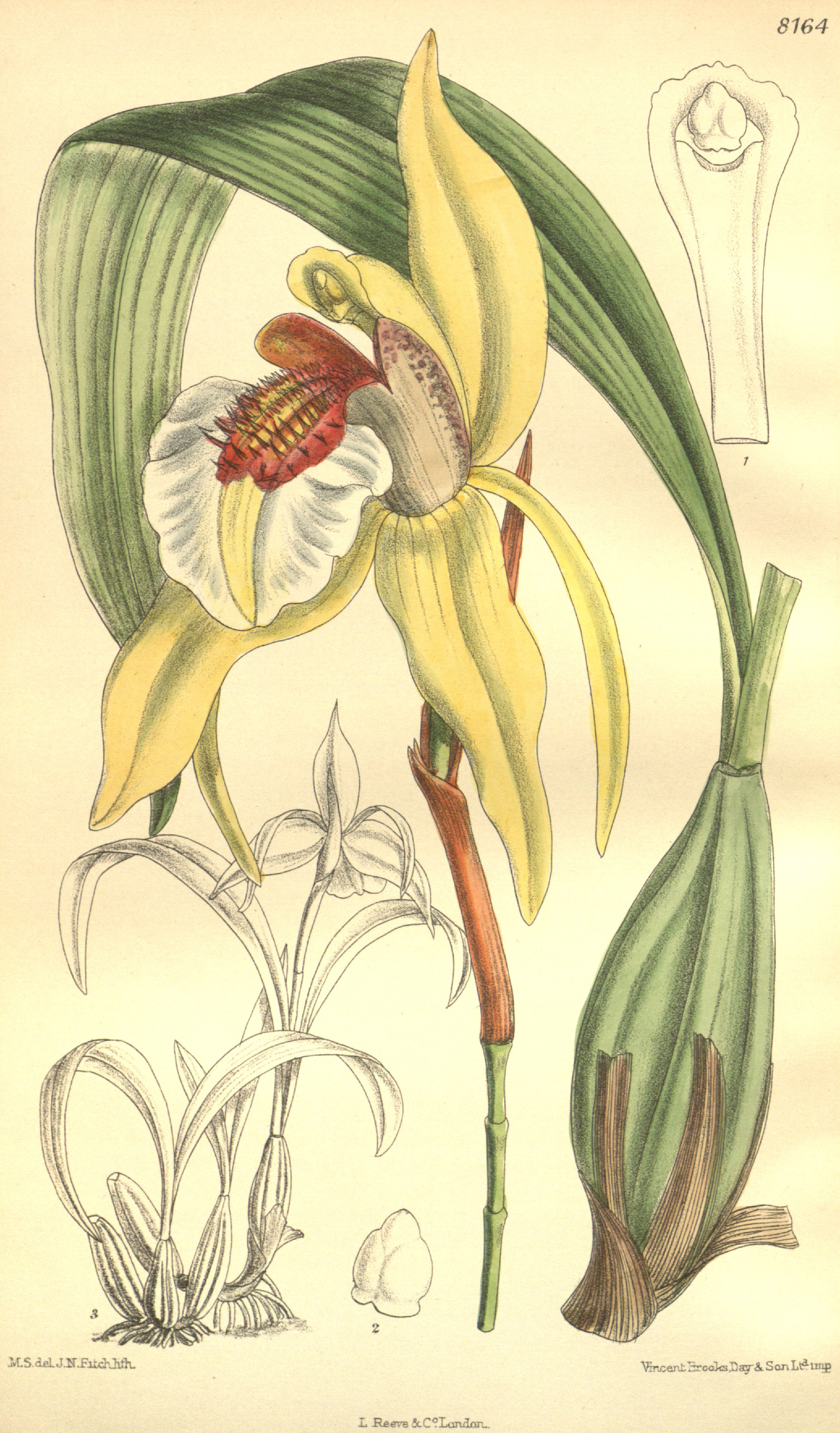
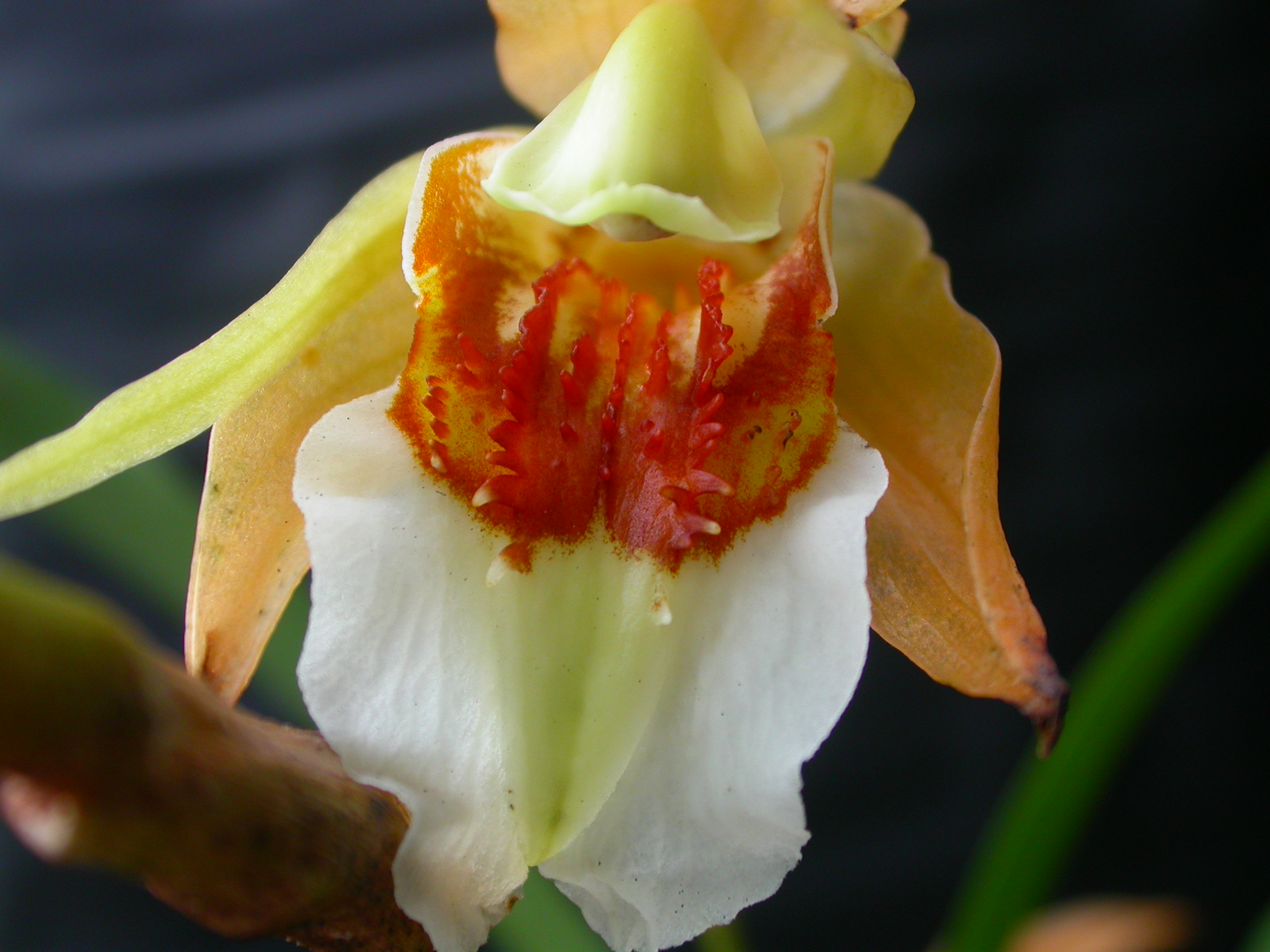